# ابریشم ارجمندخواه
ابریشم ارجمندخواه (زاده ۱۸ بهمن ۱۳۶۹) در تهران، وزنه‌بردار زن ایرانی است.

وی به همراه پوپک بسامی، الهام حسینی، پریسا جهانفکریان، اعضای نخستین تیم ملی وزنه‌برداری زنان ایران اعزامی به مسابقات جهانی را تشکیل دادند.
ارجمندخواه در مسابقات قهرمانی آسیا رتبهٔ پنجم در گروه B وزن ۶۴ کیلوگرم را کسب کرد.
ارجمندخواه عضو تیم ملی وزنه‌برداری زنان ایران اعزامی به مسابقات قهرمانی وزنه‌برداری جهان ۲۰۱۹ بود. (به همراه الهام حسینی، پوپک بسامی، پریسا جهانفکریان).این برای نخستین بار بود که تیم زنان ایران در مسابقات جهانی این رشته شرکت می‌کرد.

## نتایج (به تفکیک مسابقات)

### مسابقات قهرمانی وزنه‌برداری آسیا ۲۰۱۹
ارجمندخواه در حرکت یک‌ضرب دسته ۶۴ کیلوگرم در گروه B، در اولین حرکت موفق نشد وزنه ۶۵ کیلوگرم را مهار کند و برای بار دوم با سه چراغ سفید این وزنه را بالای سر برد. در حرکت سوم نیز تقاضای وزنه ۷۰ کیلوگرم را کرد اما موفق نشد تا با ۶۵ کیلوگرم حرکت یک ضرب را به پایان برسد.ارجمندخواه در حرکت دو ضرب نیز وزنه ۸۵ کیلوگرم را در حرکت دوم بالای سر برد و در حرکت سوم نیز در مهار وزنه ۸۸ کیلوگرم ناکام ماند تا با ۸۵ کیلوگرم در حرکت دو ضرب کار خود را به پایان برساند.به این ترتیب ارجمندخواه با ۱۵۰ کیلوگرم در جایگاه شانزدهم رده‌بندی نهایی قرار 
گرفت. 
در این دسته ( ۶۴ کیلوگرم) از مسابقات قهرمانی آسیا 2019 کلا" 16 شرکت کننده حضور داشتن که ارجمند خواه در پایان شانزدهم (آخر) شد.

### مسابقات قهرمانی وزنه‌برداری جهان ۲۰۱۹
رقابت گروه B دسته ۷۱ کیلوگرم وزنه‌برداری زنان قهرمانی جهان در تایلند برگزار شد و ابریشم ارجمندخواه، نماینده ایران در این گروه  در رده دوازدهم قرار گرفت. ابریشم ارجمندخواه به عنوان دومین دختر وزنه بردار ایرانی روی تخته مسابقات جهانی رفت، با رکورد ۷۷  یک ضرب، ۹۳ دوضرب و مجموع ۱۷۰ کیلوگرم در این گروه دوازدهم شد.ارجمندخواه در یک ضرب وزنه‌های ۷۳ و ۷۷ کیلوگرم را بالای سر برد اما در مهار وزنه ۸۱ کیلوگرم ناموفق بود.وی در حرکت اول دوضرب، ۹۳ کیلوگرم را بالای سر برد اما در مهار وزنه‌های ۹۸ و ۹۹ کیلوگرم را نتوانست موفق باشد.وی در ر ده بندی نهایی در جایگاه بیست و چهارم قرار گرفت.
در این دسته (۷۱ کیلوگرم) از مسابقات قهرمانی جهان 2019 کلا" 24 شرکت کننده حضور داشتن که ارجمند خواه در پایان بیست و چهارم (آخر) شد.

## خلاصه نتایج
| سال                             | محل برگزاری                     | وزن                             | یک‌ضرب (ک‌گ)                      | یک‌ضرب (ک‌گ)                      | یک‌ضرب (ک‌گ)                      | یک‌ضرب (ک‌گ)                      | دوضرب (ک‌گ)                      | دوضرب (ک‌گ)                      | دوضرب (ک‌گ)                      | دوضرب (ک‌گ)                      | مجموع                           | رتبه                            |
| سال                             | محل برگزاری                     | وزن                             | ۱                               | ۲                               | ۳                               | رتبه                            | ۱                               | ۲                               | ۳                               | رتبه                            | مجموع                           | رتبه                            |
| مسابقات قهرمانی وزنه‌برداری جهان | مسابقات قهرمانی وزنه‌برداری جهان | مسابقات قهرمانی وزنه‌برداری جهان | مسابقات قهرمانی وزنه‌برداری جهان | مسابقات قهرمانی وزنه‌برداری جهان | مسابقات قهرمانی وزنه‌برداری جهان | مسابقات قهرمانی وزنه‌برداری جهان | مسابقات قهرمانی وزنه‌برداری جهان | مسابقات قهرمانی وزنه‌برداری جهان | مسابقات قهرمانی وزنه‌برداری جهان | مسابقات قهرمانی وزنه‌برداری جهان | مسابقات قهرمانی وزنه‌برداری جهان | مسابقات قهرمانی وزنه‌برداری جهان |
| ------------------------------- | ------------------------------- | ------------------------------- | ------------------------------- | ------------------------------- | ------------------------------- | ------------------------------- | ------------------------------- | ------------------------------- | ------------------------------- | ------------------------------- | ------------------------------- | ------------------------------- |
| ۲۰۱۹                            | پاتایا, تایلند                  | ۷۱ ک‌گ                           | ۷۳                              | ۷۷                              | ۸۱                              | ۲۳                              | ۹۳                              | ۹۸                              | ۹۹                              | ۲۴                              | ۱۷۰                             | ۲۴                              |